# Districte de Považská Bystrica
El districte de Považská Bystrica - (eslovac) Okres Považská Bystrica - és un dels 79 districtes d'Eslovàquia. Es troba a la regió de Trenčín. Té una superfície de 463,15 km², i el 2013 tenia 63.263 habitants. La capital és Považská Bystrica.

## Demografia
| Godina             | 1994   | 2004   | 2014   | 2024   |
| ------------------ | ------ | ------ | ------ | ------ |
| Nombre de persones | 65.381 | 64.708 | 63.176 | 60.361 |
| Diferència         |        | −1,02% | −2,36% | −4,45% |

| Godina             | 2023   | 2024   |
| ------------------ | ------ | ------ |
| Nombre de persones | 60.577 | 60.361 |
| Diferència         |        | −0,35% |

## Llista de municipis

### Ciutats
- Považská Bystrica

### Pobles
Bodiná | Brvnište | Čelkova Lehota | Dolná Mariková | Dolný Lieskov | Domaniža | Ďurďové | Hatné | Horná Mariková | Horný Lieskov | Jasenica | Klieština | Kostolec | Malé Lednice | Papradno | Plevník-Drienové | Počarová | Podskalie | Prečín | Pružina | Sádočné | Slopná | Stupné | Sverepec | Udiča | Vrchteplá | Záskalie
1. 1 2  «Počet obyvateľov podľa pohlavia - obce (ročne) [om7102rr_obce=AREAS_SK]».   Statistical Office of the Slovak Republic, 31-03-2025. [Consulta: 31 març 2025].